# 擬橫帶鋸鱗鰕虎
擬橫帶鋸鱗鰕虎（学名：Priolepis fallacincta），又名擬橫帶鋸鱗鰕虎魚，为辐鳍鱼纲虾虎鱼目鰕虎科鋸鱗鰕虎魚屬下的一个种，该物种分布于西太平洋海域，栖息深度为24米至37米，体长可达3.2公分。